# Fraggle Rock
Fraggle Rock est une série télévisée américano-britanno-canadienne en 96 épisodes de 26 minutes, créée par Jim Henson et diffusée aux États-Unis entre le 10 janvier 1983 et le 30 mars 1986 sur HBO. 
Derrière l'atelier de l'inventeur Doc et de son chien Croquette, existe un monde souterrain, appelé Fraggle Rock. La série s'intéresse surtout aux Fraggles, personnages passant leur temps à s'amuser. Mais outre les Fraggles, Fraggle Rock abrite également les Doozers, beaucoup plus petits qu'eux, et les Gorgs, des géants persuadés qu'ils sont les maîtres de l'univers.

## Diffusions
Au Canada, elle a été diffusée à partir du 23 janvier 1983 sur le réseau CBC, puis doublée pour le Québec et diffusée à partir du 26 septembre 1984 à la Télévision de Radio-Canada.
Sur le modèle de 1, rue Sésame, les séquences mettant en scène les humains ont été retournées dans certains pays avec des comédiens locaux. 71 épisodes ont ainsi été adaptés pour la France et diffusés du 16 octobre 1983 au 1er septembre 1986 sur FR3. Ils ont par la suite été rediffusés sur Canal J, puis du 27 mars 2000 dans l'émission Ça tourne Bromby au 31 août 2001 sur La Cinquième et en 2006 sur Gulli.
Début 2020, Apple TV+ a obtenu les droits de diffusions exclusifs de la série, en plus de commander un reboot à la Jim Henson Company, ainsi qu'une autre série spéciale tournée durant la pandémie de Covid-19, intitulée Fraggle Rock : Tous en chœur ! (Fraggle Rock: Rock On!).

## Fiche technique
- Titre original et français : Fraggle Rock
- Création : Jim Henson, Jerry Juhl, Michael K. Frith, Duncan Kenworthy, Jocelyn Stevenson
- Réalisation : George Bloomfield, Jim Henson, Perry Rosemond, Norman Campbell, Peter Harris, Martin Lavut, Richard Hunt, Terry Maskell, Wayne Moss, Les Rose, Eric Till
- Scénario : Jerry Juhl (supervision), Jocelyn Stevenson, Jim Henson, Susan Juhl, B.P. Nichol, David Young, Laura Phillips, Sugith Varughese, Carol Bolt, David Brandes, Bob Sandler
- Conception des personnages : Michael K. Frith
- Direction artistique : Victor DiNapoli (supervision), Russell Chick, Robert Hackborn, Alan Compton, Diane Pollack
- Décors : Stephen Finnie, Eric Gilks, Dana Spot
- Costumes : Bill Kellard, Terry Roberson, Terry Parker, Domingo A. Rodriguez
- Photographie : Gordon Luker
- Effets spéciaux : Faz Fazakas
- Montage : Pat Hamilton, Grace Machado, Wayne Ricketts, L. Mark Sorre, Jack Walker, Karyn Finley Thompson
- Musique : Philip Balsam (musique), Dennis Lee (lyrics)
- Production : Jim Henson, Duncan Kenworthy, Lawrence S. Mirkin, Martin G. Baker, Jerry Juhl
- Sociétés de production : The Jim Henson Company, Television South (TVS), Canadian Broadcasting Corporation, Home Box Office (HBO)
- Société de distribution : The Jim Henson Company, HBO, puis Apple TV+
- Pays d'origine :  États-Unis /  Canada /  Royaume-Uni
- Langue originale : anglais
- Format : couleur — 35 mm — 1,33:1 — son : stéréo
- Genre : comédie, marionnettes
- Nombre d'épisodes : 96 (5 saisons d'origine, 4 sur Apple TV+)
- Durée : 26 minutes
- Dates de première diffusion :
  - États-Unis : 10 janvier 1983 (HBO)
  - Canada : 23 janvier 1983 (CBC)
  - France : 16 octobre 1983 (FR3)
  - Royaume-Uni : 7 janvier 1984 (ITV)
  - Québec : 26 septembre 1984 (Télévision de Radio-Canada)

## Distribution
Canada/États-Unis
- Gerry Parkes : Doc
- Steve Whitmire : Sprocket (manipulation) / Wembley Fraggle (voix et manipulation) / Phil Fraggle (manipulation)
- Dave Goelz : Uncle Matt / Boober Fraggle (voix et manipulation)
- Jerry Nelson : Gobo Fraggle (voix et manipulation) / Marjory the Trash Heap (voix et manipulation) / Pa Gorg (voix et visage)
- Karen Prell : Red Fraggle (voix et manipulation)
- Kathryn Mullen : Mokey Fraggle (voix et manipulation)
- Philip Balsam : Phil Fraggle (voix)
- Myra Fried : Ma Gorg (voix et visage, saison 1)
- Cheryl Wagner : Ma Gorg (voix et visage, saisons 2-5)
- Trish Leeper : Ma Gorg (manipulation)
- Gord Robertson : Pa Gorg (manipulation)
- Richard Hunt : Junior Gorg (voix et visage)
- Rob Mills : Junior Gorg (manipulation, saisons 1-4)
- Frank Meschkuleit : Junior Gorg (manipulation, saison 5)
- Jim Henson : Cantus the Minstrel  (voix et manipulation)

Royaume-Uni
- Fulton Mackay : Captain (saisons 1-3)
- John Gordon Sinclair : P.K. (saisons 4-5)
- Simon O'Brien : B.J.  (saisons 6-7)

France
- Michel Robin : Doc
- Dave Barclay puis Mike Quinn : Croquette (Sprocket)
- Jean-Pierre Dutour puis Mike Quinn, Geoff Felix : oncle Matt / Gobo Fraggle

Allemagne
- Hans-Helmut Dickow : Doc
- Steve Whitmire puis Dave Barclay, Mike Quinn, Louise Gold : Sprocket
- Siegfried Böhmke : oncle Matt / Gobo Fraggle (manipulation)

### Voix françaises
- Bernard Woringer : oncle Matt / Gorg Junior
- Vincent Grass : Gobo
- Francine Lainé : Maggie (Red)
- Edgar Givry : Wembley
- Yves-Marie Maurin : Boubeur
- Dominique Mac Avoy : Béa (Mokey)
- Michel Mella : Doozer
- Claude Lombard : Clavette Doozer
- Michèle Bardollet : Germaine la grande crado (Marjory the Trash Heap) / la reine des Gorgs (Ma Grog)
- Jacques Ebner : le roi des Gorgs (Pa Grog)
- Jeanine Forney : la conteuse d'histoire

Source et légende : version française (VF) sur Planète Jeunesse

### Voix françaises (Apple TV+)
En 2020, la première saison est redoublée pour le service de streaming Apple TV+.
- Maxime Baudouin : Gobo
- Benjamin Bollen : Wembley
- Barbara Beretta : Béa
- Benoît Cauden : Boubeur
- Caroline Espargilière : Maggie
- Christine Bonnard, Patrick Bonnel, Guillaume Bouchède, Samuel Brafman-Moutier, Stéphane Daurat, Thierry Jahn, Hervé Jouval, Nathalie Kanoui, Richard Leroussel, Julie Mouchel, Laurence Oltuski, Maxime Pambet, Jérôme Pauwels : voix diverses

Dubbing Company
- Société de doublage : Dubbing Brothers
- Direction artistique : Anneliese Fromont
- Adaptation des dialogues : Patrick Taieb et Anthony Dalmolin
- Direction musicale : Magali Bonfils
- Adaptation des chansons : Claude Lombard

### Voix québécoises
- Gérard Poirier : Doc
- Bernard Fortin : Gobo
- Ghyslain Tremblay : Boubeur
- Johanne Léveillé : Wembley
- Ève Gagnier : Red
- Marielle Bernard : Mokey
- Jean-Louis Millette : Junior Gorg

 Source et légende : version québécoise (VQ) sur Doublage.qc.ca

### Voix québécoises (Apple TV+)
En 2024, la première saison a été doublée de nouveau pour le service de streaming Apple TV+.
- Daniel Picard : Doc
- Martin Watier : Gobo
- Hugolin Chevrette : Wembley
- Élisabeth Gauthier Pelletier : Béa
- Benoît Brière : Boubeur
- Audrey-Louise Beauséjour : Maggie
- Tristan Harvey : Junior Gorg
- Manon Leblanc, Fayolle Jean, Dominique Leduc, Éric Paulhus, Raphaël Bleau, Benjamin Penamaria, Claire Guyot, Christian Perrault, Fanny Fourquez, Gauthier Battoue : voix diverses
- Backing singers: Alain Couture, Lina Boudreau, Dominique Faure, Patsy Gallant, Mary Lou Gauthier, Richard Groulx, Daniel Lebel, Philippe Leduc, Louise Lemire, Catherine Léveillé, Vincent Morel, Vincent Potel, Daniel Scott

 Source et légende : version québécoise (VQ) sur Doublage.qc.ca

## Épisodes

### Série d'origine (1983 à 1987)
La première saison, composée de 24 épisodes, a été diffusée aux États-Unis du 10 janvier au 4 juillet 1983. 
La deuxième saison, composée de 24 épisodes, a été diffusée aux États-Unis du 2 janvier au 11 juin 1984.
La troisième saison, composée de 22 épisodes, a été diffusée aux États-Unis du 7 janvier au 27 mai 1985.
La quatrième saison, composée de 13 épisodes, a été diffusée aux États-Unis du 6 janvier au 31 mars 1986.
La cinquième saison, composée de 13 épisodes, a été diffusée aux États-Unis du 5 janvier au 30 mars 1987.
La série a été initialement conçue sous la forme de quatre saisons de 24 épisodes chacune. Mais à la demande d'HBO, la diffusion a été réorganisée. Ainsi les deux derniers épisodes de la saison 3 - Wembley's Wonderful Whoopie Water et Sidebottom Blues - sont devenus les deuxième et troisième épisodes de la saison 4, auxquels ont été adjoints les 11 premiers épisodes de la saison 4, les 11 derniers formant une cinquième saison. 
Bien que composée elle aussi de 96 épisodes, la diffusion au Royaume-Uni s'est étalée sur sept saisons : 
- saison 1 : 15 épisodes[c] du 7 janvier au 14 avril 1984 + 1 spécial[d] le 22 décembre 1984 ;
- saison 2 : 23 épisodes[e] du 27 février au 7 août 1985 ;
- saison 3 : 9 épisodes[f] du 30 novembre 1986 au 8 février 1987 ;
- saison 4 : 13 épisodes[g] du 10 janvier au 3 avril 1988 ;
- saison 5 : 11 épisodes[h] du 4 septembre au 18 décembre 1988 ;
- saison 6 : 12 épisodes[i] du 7 janvier au 26 mars 1989 ;
- saison 7 : 12 épisodes[j] du 6 juin au 22 août 1990.

En France, seules les trois premières saisons ont été adaptées et diffusées à partir du 16 octobre 1983.
En Allemagne, seuls 85 épisodes ont été diffusés à partir du 12 novembre 1983.
Depuis 2020, Apple TV+ a récupéré la série, et diffuse donc 96 épisodes partout où le service est disponible, mais en quatre saisons. Ainsi, sur Apple TV+, chaque saison est composée de 24 épisodes. De plus, cela a permis de traduire la série (sous-titres) dans de nombreuses langues.

#### Première saison (1983)
Légende : Titre français / Titre québécois (Titre original)
1. Il était une fois… (Beginnings)
2. Wembley et les Gorgs (Wembley and the Gorgs)
3. Rendez-nous l'eau ! / Laissez coulez l'eau (Let the Water Run)
4. Pas la peine sans ta casquette / Tu ne peux pas faire ça sans chapeau (You Can't Do That Without a Hat)
5. Le Travail, c'est la santé / La Semaine de travail de trente minutes (The Thirty-Minute Work Week)
6. Le Sermon de Johnny Persuasion / Le Prêche de Johnny Persuasion (The Preachification of Convincing John)
7. Je veux être toi / Béa la perfection ou Je veux être vous (I Want to Be You)
8. L'Horrible Tunnel / Le Tunnel épouvantable (The Terrible Tunnel)
9. Le Trésor perdu des Fraggles (The Lost Treasure of the Fraggles)
10. On ne pleure pas sur le lait renversé (Don't Cry Over Spilt Milk)
11. Prends la queue par le tigre / Attrape la queue par le tigre (Catch the Tail By the Tiger)
12. Le Doigt de lumière / Le Rayon de lumière (The Finger of Light)
13. On t'aime Wembley (We Love You, Wembley)
14. Le Défi (The Challenge)
15. Je m'en fiche / Ça m'est égal (I Don't Care)
16. Décrocher la lune / Attraper la lune (Capture the Moon)
17. L'Isolement / Abandonne (Marooned)
18. Les Ménestrels / Les Troubadours (The Minstrels)
19. La Grande Pénurie de radis (The Great Radish Famine)
20. Opération Potager / État d'urgence (The Garden Plot)
21. Gobo fait une découverte (Gobo's Discovery)
22. L'Enterrement de Béa (Mokey's Funeral)
23. La Bête de Roc Bleu / Le Monstre du rocher bleu (The Beast of Bluerock)
24. Une remplaçante pour Germaine / La Nouvelle Grande Crado (New Trash Heap In Town)

#### Deuxième saison (1984)
1. L’Œuf de Wembley (Wembley's Egg)
2. La Caverne de Boubeur (Boober Rock)
3. La Grande Crado a disparu (The Trash Heap Doesn't Live Here Anymore)
4. Nenufleur le monstre marin (Red's Sea Monster)
5. Le Retour de l'oncle Matt (Uncle Matt Comes Home)
6. Le Rêve de Bouber (Boober's Dream)
7. Béa et les Troubadours (Mokey and the Minstrel's)
8. Des travaux et des jeux (All Work and All Play)
9. Messire Hubris et les Gorgs (Sir Hubris and the Gorgs)
10. L'Ami des mauvais jours (A Friend In Need)
11. Le Magicien de Fraggle Rock (The Wizard of Fraggle Rock)
12. Le Duel des Doozers (Doozer Contest)
13. Le Club de Maggie (Red's Club)
14. Le Secret de Johnny Persuasion (The Secret of Convincing John)
15. Chef Ali au paradis des tapis (Manny's Land of Carpets)
16. Junior brade l'héritage (Junior Sells the Farm)
17. La Guerre des Fraggles (Fraggle Wars)
18. Le Grand Sommeil de Fraggle Rock (The Day the Music Died)
19. La Soupe du jugement dernier (Doomsday Soup)
20. Une grotte pour deux (A Cave of One's Own)
21. Wembley et la grande course (Wembley and the Great Race)
22. À Doozer, Doozer et demi (Doozer Is As Doozer Does)
23. Le Jour tranquille de Boubeur (Boober's Quiet Day)
24. L'Invasion des chatouille-pieds (Invasion of the Toe Ticklers)

#### Troisième saison (1985)
1. Les Cloches de Fraggle Rock (The Bells of Fraggle Rock)
2. La Main écarlate (Red-Handed and Invisible Thief)
3. Rira bien qui rira le dernier (Boober and the Glob)
4. Les Raisins du partage (The Grapes of Generosity)
5. Germaine des neiges (Blanket of Snow, Blanket of Woe)
6. Le Blues de la Pédricelle (Pebble Pox Blues)
7. Le toit, c'est le moi (Home Is Where the Trash Is)
8. Le voir c'est le croire (Believe It or Not)
9. Le Mauvais Génie (Wembley and the Mean Genie)
10. La Secretissime Société des Pouxbas (The Secret Society of Poohbahs)
11. La Brouette, le Boulet, le Beau Bouquet (The Beanbarrow, the Burden, and the Bright Bouquet)
12. L'École des explorateurs (Gobo's School for Explorers)
13. Une peur verte (Scared Silly)
14. Mon radis bien-aimé (The Great Radish Caper)
15. Un explorateur né (Born to Wander)
16. La Bataille du toit qui fuit (The Battle of Leaking Roof)
17. Jouer à tout casser (Playing Till It Hurts)
18. Paralysie d'ennui (Bored Stiff)
19. La Caverne des rêves perdus (The Cavern of Lost Dreams)
20. Comme elle a rapetissé (The Incredible Shrinking Monkey)
21. Par une sombre nuit (A Dark and Stormy Night)
22. Zofi au pouvoir (Gunge the Great and Glorious)

#### Quatrième saison (1986)
1. Sprocket's Big Adventure
2. L'Eau qui fait youpi (Wembley's Wonderful Whoopie Water)
3. Rigodon Blues (Sidebottom Blues)
4. Uncle Matt's Discovery
5. Junior Faces the Music
6. A Tune for Two
7. The Perfect Blue Rollie
8. A Brush With Jealousy
9. Wembley's Flight
10. Red's Blue Dragon
11. Wonder Mountain
12. Space Frog Follies
13. Boober Gorg

#### Cinquième saison (1987)
1. Mirror, Mirror
2. The Riddle of Rhyming Rock
3. The Voice Inside
4. The Trial of Cotterpin Doozer
5. The River of Life
6. Beyond the Pond
7. Gone but Not Forgotten
8. Mokey, Then and Now
9. Ring Around the Rock
10. Inspector Red
11. The Gorg Who Would Be King
12. The Honk of Honks
13. Change of Address

### Nouveaux programmes (depuis 2020)

#### Fraggle Rock: Tous en chœur!(2020)
1. Continue de briller ! (Shine On!)
2. La Grotte des drôles de créatures (The Cave of the Silly Creature)
3. Le Concours de talents des Fraggles ! (The Fraggletastic Talent Show)
4. Les Fraggles à la rencontre de Common. (A Common Connection)
5. L'Aventure Mrazissante de Wembley et Gobo ! (Wembley and Gobo's Mrazmerizing Adventure)
6. La Fête dansante à Fraggle Rock ! (Party Down in. Fraggle Rock)

#### Fraggle Rock: L’aventure continue(2022)
Les Fraggles reviennent dans Fraggle Rock: Back to the Rock le 21 janvier 2022 sur Apple TV+.
1. Pilote (Pilot)
2. Maggie et le grand plongeon (Red and the Big Jump)
3. La migration des Firènes (The Merggle Moon Migration)
4. Le rayonnement (The Glow)
5. Quatre Wembley et un anniversaire (Four Wembleys and a Birthday)
6. La légende de Lady Glagla (The Legend of Icy Joe)
7. L'envol des papilloles (Flight of the Flutterflies)
8. Le lagon des Craggles (Craggle Lagoon)
9. Les olympiades de la rigolade (The Giggle Gaggle Games)
10. Wembley, Fraggle de confiance (Wembley the Spokesfraggle)
11. Immersion (Deep Dive)
12. Dans la décharge (Into the Trash)
13. Tous ensemble (All of Us)

## Récupération par Apple TV+
Le 26 mai 2020, on apprend qu'Apple a obtenu les droits de diffusion exclusifs de l'intégrale de la série d'origine, qu'elle a commandé un reboot pour Apple TV+ à la Jim Henson Company, et une autre série, tournée durant le confinement, intitulée Fraggle Rock : Tous en chœur ! (Fraggle Rock: Rock On!). Cette mini-série de six épisodes de 5 minutes réalisés pendant le confinement a été mise en ligne entre le 21 avril et le 26 mai. Parmi les invités on retrouve : Alanis Morissette, Common, Jason Mraz, Neil Patrick Harris, Tiffany Haddish et Ziggy Marley.
Le 4 août 2020, la série d'origine est mise en ligne dans son intégralité sur Apple TV+, mais avec quelques petites modifications. En effet, Apple a rétabli les saisons comme elles devaient être à l'origine, ainsi il n'y a plus que 4 saisons de 24 épisodes chacune, avec un total inchangé de 96 épisodes.

## Produits dérivés

### DVD
- Fraggle Rock : 26 épisodes (25 octobre 2004) (ASIN B00007894P)
- Fraggle Rock : L'Intégrale (16 octobre 2006) (ASIN B000G04S5M)
Bien qu'intitulé L'Intégrale, le coffret de DVD sorti en France ne contient que 26 épisodes sur les 74.